# Canton de Reims-1
Le canton de Reims-1 est une circonscription électorale française située dans le département de la Marne et la région Grand Est.

## Géographie
Ce canton est organisé autour de Reims dans l'arrondissement de Reims.

## Histoire
Le canton de Reims-I est créé en 1790.
Il est modifié par décret du 13 juillet 1973 réorganisant les cantons de Reims.
Par décret du 21 février 2014, le nombre de cantons du département est divisé par deux, avec mise en application aux élections départementales de mars 2015. Le canton de Reims-1 est conservé et voit ses limites territoriales remaniées.

## Représentation

### Conseillers généraux de 1833 à 2015
| Période | Période          | Identité                                       | Étiquette                | Qualité |
| ------- | ---------------- | ---------------------------------------------- | ------------------------ | --- |
| 1833    | 1845             | Augustin de Paul de Saint-Marceaux (1790-1870) |                          | Maire de Reims (1835-1837, 1839-1845) |
| 1845    | 1862             | Nicolas Henri Carteret                         | Majorité dynastique      | Propriétaire, député au Corps législatif (1849-1851 et 1857-1862) Maire de Reims (1845-1848)                                             |
| 1862    | 1869             | Louis Philogène Camu-Bertherand (1800-1880)    |                          | Négociant à Reims Vice-Président de la Chambre de commerce                                                                               |
| 1869    | 1871             | Simon-Jean Dauphinot                           | Centre gauche            | Manufacturier, négociant, maire de Reims (1868) Député (1871) - Sénateur (1876-1888)                                                     |
| 1871    | 1880             | Napoléon Lasserre (1834-1901)                  | Républicain radical      | Avocat à Reims puis conseiller à la Cour de cassation                                                                                    |
| 1880    | 1889             | Charles Morizet                                | Républicain              | Notaire à Reims |
| 1889    | 1891 (démission) | Nicolas Jules Bienfait (1819-1897)             | Républicain              | Docteur-médecin à Reims |
| 1891    | 1904             | Augustin Maillet-Valser                        | Républicain              | Propriétaire à Reims Premier adjoint au Maire de Reims                                                                                   |
| 1904    | 1910             | Félix Mennesson-Champagne                      | Républicain Progressiste | Avocat à Reims |
| 1910    | 1911 (décès)     | Henri Censier (1845-1911)                      | Républicain Progressiste | Industriel (teinturier), négociant, conseiller municipal de Reims                                                                        |
| 1912    | 1917 (décès)     | Charles Hurault                                | Républicain Progressiste | Président du Tribunal de commerce de Reims, conseiller d'arrondissement                                                                  |
| 1917    | 1919             | siège vacant                                   |                          | |
| 1919    | 1922             | Gaston Rohart                                  | Progressiste             | Négociant, conseiller municipal de Reims                                                                                                 |
| 1922    | 1928             | Jules Guichard                                 | Rad.                     | Adjoint au maire de Reims |
| 1928    | 1934             | Georges Censier (1873-1956, fils de H.Censier) | URD                      | Industriel (teinturier) à Reims |
| 1934    | 1940             | André Thiénot                                  | URD                      | Notaire Adjoint au maire de Reims Nommé conseiller départemental en 1943                                                                 |
|         |                  |                                                |                          | |
| 1943    | 1943 (démission) | Joseph Bouvier (1883-1978)                     |                          | Chirurgien des hôpitaux Maire de Reims (1942-1943 et 1944) Nommé conseiller départemental en 1943                                        |
| 1943    | 1945             | Henri Noirot (1879-1972)                       |                          | Industriel, juge au Tribunal de commerce Conseiller municipal de Reims Maire de Reims (1943-1944) Nommé conseiller départemental en 1943 |
|         |                  |                                                |                          | |
| 1945    | 1949             | André Thiénot                                  | DVD-RPF                  | Notaire Adjoint au maire de Reims |
| 1949    | 1955             | Roger Raulet                                   | RPF puis RS              | Docteur en médecine Député (1960-1967) (suppléant de Marcel Falala)                                                                      |
| 1955    | 1961             | Alfred Ledoux                                  | CNI                      | Directeur de société |
| 1961    | 1985             | Roger Crespin                                  | UDR puis RPR             | Directeur de société Député (1971-1978) (suppléant de Jean Taittinger de 1962 à 1971) adjoint au maire de Reims (1959-1977)              |
| 1985    | 1992             | Pierre-Emmanuel Taittinger                     | RPR                      | Manager |
| 1992    | 2004 (décès)     | Serge Kochman                                  | RPR                      | Professeur de médecine Maire-adjoint de Reims                                                                                            |
| 2004    | 2015             | Jean-Pierre Fortuné                            | app.UMP                  | Directeur transports Maire de Tinqueux Vice-Président du Conseil Général Elu en 2015 dans le Canton de Reims-4                           |

### Conseillers d'arrondissement (de 1833 à 1940)
| Période                                  | Période      | Identité                                     | Étiquette                | Qualité |
| ---------------------------------------- | ------------ | -------------------------------------------- | ------------------------ | --- |
| 1833                                     | 1839         | Jean Nicolas Houzeau-Muiron (1801-1844)      |                          | Chimiste à Reims                                                                                            |
|                                          |              |                                              |                          | |
| 1852                                     |              | Henri Lachappelle                            |                          | Filateur à Reims                                                                                            |
|                                          |              |                                              |                          | |
| 1886                                     | 1892         | Augustin Constant Maillet-Valser (1828-1913) |                          | Imprimeur lytographe, adjoint au maire, propriétaire à Reims                                                |
| 1892                                     | 1901         | Eugène Mathieu                               |                          | Ingénieur, conseiller municipal de Reims                                                                    |
| 1901                                     | 1907         | Charles Antoine Revardeaux-Domont            | Radical                  | Propriétaire à Reims                                                                                        |
| 1907                                     | 1912         | Charles Hurault                              | Républicain progressiste | Commerçant à Reims                                                                                          |
| 24 mars 1912                             | 1919         | Honoré Bataille (1845-1920)                  | Républicain Libéral      | Négociant, conseiller municipal de Reims, administrateur de la Banque de France                             |
| 1919                                     | 1925         | Charles Louis Guédet                         | Républicain progressiste | Notaire et juge de paix à Reims                                                                             |
| 1925                                     | 1938 (décès) | Georges Aubert (1876-1938)                   | Rad.                     | Négociant en matériaux à Reims                                                                              |
| 27 mars 1938                             | 1940         | Georges Censier                              | ARD                      | Industriel (teinturier) à Reims, ancien conseiller général                                                  |
| 1940                                     |              |                                              |                          | Les conseils d'arrondissement ont été suspendus par la loi du 12 octobre 1940 et n'ont jamais été réactivés |
| Les données manquantes sont à compléter. |              |                                              |                          | |

### Conseillers départementaux depuis 2015
| Période élective | Période élective | Mandat | Mandat   | Identité        | Nuance | Nuance | Qualité |
| ---------------- | ---------------- | ------ | -------- | --------------- | ------ | ------ | --- |
| 2015             | 2021             | 2015   | 2021     | Stéphane Lang   |        | LR     | Artisan, conseiller municipal de Reims                                                                               |
| 2015             | 2021             | 2015   | 2021     | Stéfana Vuibert |        | LR     | Chargée d'opérations en maîtrise d'ouvrages                                                                          |
| 2021             | 2028             | 2021   | en cours | Stéphane Lang   |        | LR     | Conseiller sortant Adjoint au maire délégué au quartier « Centre » et aux relations avec les associations sportives. |
| 2021             | 2028             | 2021   | en cours | Fanny Lévy      |        | ECO    | Manager chez Veuve Clicquot Ponsardin                                                                                |

### Résultats détaillés

#### Élections de mars 2015
À l'issue du 1er tour des élections départementales de 2015, deux binômes sont en ballottage : Stéphane Lang et Stéfana Vuibert (UMP, 51,24 %) et Jacques Cohen et Imane Maniani (PS, 23,2 %). Le taux de participation est de 49,46 % (7 451 votants sur 15 066 inscrits) contre 48,93 % au niveau départemental et 50,17 % au niveau national.
Au second tour, Stéphane Lang et Stéfana Vuibert (UMP) sont élus avec 66,92 % des suffrages exprimés et un taux de participation de 47,15 % (4 442 voix pour 7 104 votants et 15 066 inscrits).

#### Élections de juin 2021
Le premier tour des élections départementales de 2021 est marqué par un très faible taux de participation (33,26 % au niveau national). Dans le canton de Reims-1, ce taux de participation est de 30,35 % (4 678 votants sur 15 414 inscrits) contre 28,76 % au niveau départemental. À l'issue de ce premier tour, deux binômes sont en ballottage : Stéphane Lang et Fanny Lévy (Union au centre et à droite, 61,86 %) et Evelyne Bourgoin et Jérémy Stark (Union à gauche avec des écologistes, 24,87 %).
Le second tour des élections est marqué une nouvelle fois par une abstention massive équivalente au premier tour. Les taux de participation sont de 34,36 % au niveau national, 29,32 % dans le département et 30,99 % dans le canton de Reims-1. Stéphane Lang et Fanny Lévy (Union au centre et à droite) sont élus avec 70,98 % des suffrages exprimés (3 236 voix pour 4 777 votants et 15 414 inscrits),,.

## Composition

### Composition avant 1973
Communes de :
- Reims (en partie)
- Bezannes
- Ormes
- Thillois
- Tinqueux

### Composition de 1973 à 2015

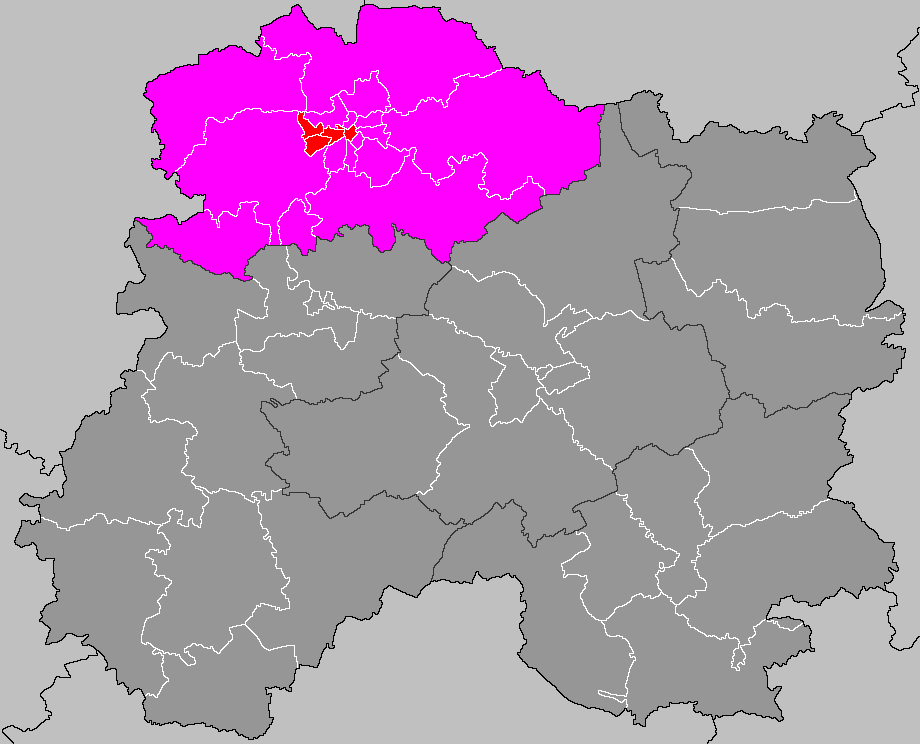
Situation du Canton de Reims-1 dans le département de la Marne de 1973 à 2015.

À la suite du redécoupage de 1973, le canton de Reims-I est composé de :
- les communes d'Ormes, Thillois et Tinqueux ;
- la portion de territoire de la ville de Reims déterminée par l'axe des voies ci-après : place de la République de l'avenue de Laon à la rue Chaix-d'Est-Ange, boulevard Joffre de la rue Chaix-d'Est-Ange à la rue Villeminot-Huart, rue Villeminot-Huart, la voie ferrée Reims—Laon et Reims—Soissons ou Épernay, le canal de l'Aisne à la Marne, rue du Bois-d'Amour, la voie ferrée Reims—Soissons jusqu'aux limites avec la commune de Saint-Brice-Courcelles, les limites des communes de Saint-Brice-Courcelles et Tinqueux, rue François-Dor, avenue d'Épernay côté impair jusqu’au boulevard Franchet-d'Esperey, boulevard Franchet-d'Esperey, avenue du Général-de-Gaulle de l'avenue d'Épernay au boulevard du Président-Wilson, boulevard du Président-Wilson côtés pair et impair jusqu'à l'avenue Paul-Marchandeau, avenue Paul-Marchandeau côté pair du boulevard du Président-Wilson à la rue de Courlancy, rue de Courlancy côté pair entre l'avenue Paul-Marchandeau et la rue Léo-Lagrange, rue Léo-Lagrange côté pair, pont de Venise côté pont Hincmar, rue de Venise côté pair, rue Gambetta côté pair entre les rues de Venise et du Jard, place des Loges-Coquault, rue Chanzy côté pair, rue de Vesle côté pair de la rue de Talleyrand à la place Myron-Herrick, place Myron-Herrick côté pair, rue Carnot côté pair, place Royale côté impair du no 1 au no 7, rue Colbert côté impair, place de l'Hôtel-de-Ville côté impair entre les rues Colbert et Thiers, rue de Mars côté impair de la place de l'Hôtel-de-Ville à la rue de la Grosse-Écritoire, rue Henri-IV côté impair entre les rues de la Grosse-Écritoire et du Château-de-Porte-Mars, rue du Château-de-Porte-Mars côté impair entre les rues Henri-IV et du Général-Sarrail, rue du Général-Sarrail côté impair de la rue du Château-de-Porte-Mars au boulevard Foch et boulevard Desaubeau côté Porte-Mars jusqu'à la place de la République.

### Composition depuis 2015
| Nom                           | Code Insee | Intercommunalité | Superficie (km2) | Population (dernière pop. légale)                 | Densité (hab./km2) | Modifier                                    |
| ----------------------------- | ---------- | ---------------- | ---------------- | ------------------------------------------------- | ------------------ | ------------------------------------------- |
| Reims (bureau centralisateur) | 51454      | CU Grand Reims   | 46,90            | Fraction : 26 673 (2022) Commune : 178 478 (2022) | 3 806              | modifier les données · modifier les données |
| Canton de Reims-1             | 5111       |                  |                  | 26 673 (2022)                                     |                    | modifier les données                        |

Le canton est désormais composé de la partie de la commune de Reims située à l'intérieur d'un périmètre défini par l'axe des voies et limites suivantes : place Royale, rue Colbert, place du Forum, rue de Tambour, rue de Mars, rue Henri-IV, rue Jovin, rue du Général-Sarrail, boulevard Desaubeau, place de la République, boulevard Jules-César, rue Gosset, rue du Docteur-Lemoine, rue Jacquart, rue Ruinart-de-Brimont, place du 30-Août-1944, rue Ruinart-de-Brimont, boulevard Saint-Marceaux, rue Henri-Barbusse, rue des Eparges, rue Gustave-Laurent, boulevard Pommery, boulevard Henri-Vasnier, boulevard Pasteur, boulevard de la Paix, rue des Augustins, rue Ponsardin, rue des Murs, rue de Contrai, rue Gambetta, rue des Moulins, boulevard du Docteur-Henri-Henrot, boulevard Paul-Doumer, rue de Vesle, place Stalingrad, rue de Vesle, place Myron-Herrick, rue Carnot.

## Démographie

### Démographie avant 2015
| 1962 | 1968 | 1975 | 1982 | 1990   | 1999   | 2006   | 2011   | 2012   |
| ---- | ---- | ---- | ---- | ------ | ------ | ------ | ------ | ------ |
| -    | -    | -    | -    | 25 935 | 29 898 | 30 446 | 30 784 | 30 764 |

### Démographie depuis 2015
En 2022, le canton comptait 26 673 habitants, en évolution de +0,76 % par rapport à 2016 (Marne : −1,19 %, France hors Mayotte : +2,11 %).
| 2013   | 2018   | 2022   |
| ------ | ------ | ------ |
| 26 606 | 26 413 | 26 673 |